# Lollipop (Candyman)
 Der er for få eller ingen kildehenvisninger i denne artikel, hvilket er et problem. Du kan hjælpe ved at angive troværdige kilder til de påstande, som fremføres i artiklen.

"Lollipop (Candyman)" er den 6. single af bandet Aqua fra gruppens debutalbum Aquarium fra 1997. 
På grund af den retssag Mattel havde mod Universal Music, som fik dem til at slette nummeret "Barbie Girl" i USA og Canada, skyndte de sig at frigive Lollipop (Candyman) i november 1997, med hjælp fra en ny musikvideo for at fremme den.
Sangen havde en moderat succes på det amerikanske marked (nåede nr. 23). I Australien fulgte dens succes "Doctor Jones" i begyndelsen af 1998. I Japan blev sangen en dobbelt A-side med Doctor Jones. I juni 1998 blev nummeret desuden udgivet i Frankrig og Sverige med knap så stor succes. Dette er en af de mindst succesrige Aqua-singler.

## Musikvideoen
René Dif spiller rollen som Candyman, et fremmed væsen, der er sender en SOS-meddelelse. Han bliver reddet i det ydre rum af Lene Nystrøm, Claus Norreen og Søren Rasted, der er besætningsmedlemmer på et rumskib.
De lander på en fremmed planet, fuld af mineraler og kæmpe leguaner, men snart bliver fanget af nogle underlige rumvæsener. Candyman formår at kalde på hans robot CANDY, som bliver teleporteret derhen og forvandler rumvæsenernes våben til slikkepinde. Til slut danser de alle rundt sammen.
| Musik | Spire Denne musikartikel er en spire som bør udbygges. Du er velkommen til at hjælpe Wikipedia ved at udvide den. |